# 妖精王
『妖精王』（ようせいおう）は、山岸凉子の漫画作品、あるいはそれを原作に1988年にアニメ化したOVA作品である。漫画は雑誌「花とゆめ」にて1977年9号から1978年21号まで連載された。

## 漫画

### 単行本
- 『妖精王』全5巻、白泉社〈花とゆめコミックス〉、1977年-1978年
- 『妖精王』全3巻、白泉社〈白泉社文庫〉、1985年
- 『妖精王』全4巻、角川書店〈あすかコミックス・スペシャル 山岸凉子全集18-21〉、1987年
- 『妖精王』全1巻、朝日ソノラマ〈Sun special comics〉、1992年、ISBN 4257901411
- 『妖精王』全3巻、潮出版社〈山岸凉子スペシャルセレクション11-13〉、2011年

1. ISBN 978-4267905681
2. ISBN 978-4267905698
3. ISBN 978-4267905704

また、妖精王のイラストを中心としたイラスト集に『妖精王の帰還』（新書館、1979年、ISBN 4403010067）（ブッキング、2007年、ISBN 978-4835442969）がある。

## OVA
ビデオ発売は 1988年12月21日　カラー60分　ステレオHi-Fi
山岸凉子原作、初のアニメ化作品。
原作の細やかな線を活かす為、敢えてキャラクターの動きを抑えたり、原作のコマの雰囲気をそのまま取り入れた構図を意識的に用いて原作のイメージを重視した画面作りをしている。例えば、プックは普通に動かしても違和感のないキャラだが、井冰鹿やクーフーリンが過剰に動くと原作とのギャップが生じる恐れがある。静と動の使い分けをする事と背景やキャラクターの色調を抑え、原作の透明感を持たせるようにしている。全体に音楽を薄く入れてテーマと対する所で、中村由利子のピアノを聴かせるという構成を取っている。60分という枠の中で原作の全てを描く事は無理なので、テーマに沿って最低限必要なキャラクターとエピソードに絞っている。

### あらすじ
病気療養のため東京から北海道にやってきた忍海爵（おしぬみ じゃっく）は不思議な体験をする。悪夢の危機から爵を助けたクーフーリンから自分が妖精王に即位する前に亡くなった王子グインの生まれ変わりだと知らされ、月影の窓を抜け妖精の国ニンフィデアに彷徨い込む。爵は子鹿（鹿の精）のプックと共に水の指輪を求めて、平和なニンフィデアを滅ぼそうとするダークエルフの女王クイーン・マブの居城へと旅を続ける。妖精王の第一従者のクーフーリン、謎の男・井冰鹿（いひか）、海の妖精（メロウ）のメリジェーヌ、風の妖精（シルフィード）、ハーピーなど多彩なキャラクターがファンタジー世界を彩る。水の指輪が輝く時失われた言葉がよみがえる。その旅の行方に待ち受ける苦難の試練とは…。

### スタッフ
- 製作：角川春樹、白川隆三
- 企画：田宮武、肥田光久
- プロデューサー：池田憲章、蛭田とみ代、丸山正雄
- 原作：山岸凉子
- 監督：山田勝久
- 助監督：福島宏之
- 脚本：金春智子
- キャラクターデザイン・作画監督：野田卓雄
- 美術監督：松岡聡
- 撮影監督：石川欣一
- 音響監督：本田保則
- 音楽：中村由利子
- サウンド・プロデューサー：都留教博
- 編集：尾形治敏
- 制作：マッドハウス
- 協力：角川書店あすか編集部
- 製作・著作：角川書店、SMEビジュアルワークス

### キャスト
- 忍海 爵：三ツ矢雄二
- グイン：三ツ矢雄二
- クーフーリン：富山敬
- クィーン・マブ：池田昌子
- 井冰鹿：広中雅志
- プック：岡本麻弥
- エルスペス（エリザベス）：鷹森淑乃
- メリジェーヌ：横尾まり
- ハーピー（オキペタ）：向殿あさみ
- ハーピー（エアロ）：佐々木優子
- ハーピー（セレノ）：小口久仁子
- ユーナ：柴田由美子
- シルフィード：渡辺菜生子
- シルフィード：横田ひろみ

### 劇場公開
OVA作品だが劇場公開されている（初期のOVAは短期劇場公開されていた）。
- 東京地区　12月6日～12月12日　中野武蔵野ホール
- 大阪地区　12月10日～12月16日　千日会館

### CD
- イメージ・サウンドトラック・アルバム「妖精王」音楽：中村由利子　11月21日発売